# Klara Peić
Klara Peić  je bila glumica Hrvatskog narodnog kazališta u Subotici.
Glumački se ansambl subotičkog HNK dosta osipao, no postojali su glumci koji su nosili repertoar: Klara Peić, Jelka Šokčević, kasnije Asić, Slava Bulgakov, Zdenka Vidaković, Dušan Medaković, Ante Kraljević, Lajčo Lendvai, Stanko Kolašinac te mlade nade subotičkog glumišta kao što su Geza Kopunović, Mirko Huska, Eržika Kovačević, Stevan Popović i Kaća Bačlija.
Uz Kaću Bačliju bila je jednim od prva dva iznimna glumačka imena koja su izronila u prvom desetljeću rada Hrvatskog narodnog kazališta u Subotici, a obje je odlikovao bogati komičarski dar. 

## Vanjske poveznice
- (mađ.) Mikor volt Szabadkán opera?  Arhivirana inačica izvorne stranice od 5. studenoga 2016. (Wayback Machine), Zetna 1999. 9-12., piše Tibor Pekár
- (mađ.) Színházi lapok, piše Tibor Miković Üzenet 2004/1